# Anna di Cipro
Anna di Cipro, o Anna di Lusignano-Châtillon (Nicosia, 24 settembre 1419 – Ginevra, 11 novembre 1462), fu una principessa della casa di Lusignano, influente sposa di Ludovico di Savoia.
Nota per essere una delle più belle dame del suo tempo, ma anche dipinta come donna viziosa e incapace di obbedire, a lei è dovuta la trasmissione del titolo regio, sia pur soltanto nella titolarità dei diritti, alla Casa di Savoia: ciononostante, o forse proprio per gli sforzi vanamente compiuti in difesa di Cipro, su Anna sono state riversate le colpe del dissesto delle finanze sabaude e il declino dei dominî sabaudi, dopo il grande regno di Amedeo VIII di Savoia. 
Il matrimonio fra Anna e Ludovico, aprì le relazioni dinastiche fra Savoia e Lusignano. Quando nel 1487 morì Carlotta di Cipro, ultima regina legittima di Cipro, spodestata da un colpo di stato favorito dalla Repubblica di Venezia, i diritti dei Lusignano passarono ai Savoia. I sovrani sabaudi usarono il titolo di Re di Cipro, Gerusalemme e Armenia sino all'Ottocento in tutti i loro atti ufficiali, compreso lo Statuto albertino, destinato a restare la costituzione del Regno d'Italia sino al 1946.

## Biografia

### Infanzia

Arma dei Re di Cipro: inquartato di 1)Gerusalemme, 2)Lusignano-Cipro, 3)Armenia e 4)Cipro

Anna era figlia di re Giano di Cipro e di Carlotta di Borbone.

### Matrimonio

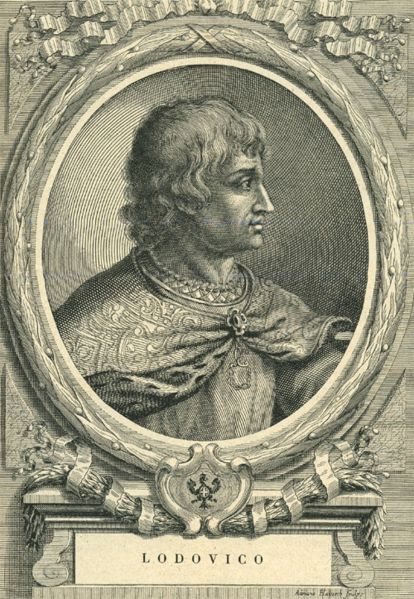
Lodovico di Savoia in un'incisione d'epoca

Anna andò sposa a Chambéry nel 1434 a Ludovico di Savoia: il matrimonio rientrava nella trama di alleanze architettata da Amedeo VIII, che rafforzò così il legame Savoia-Cipro mediante l'unione (1440) della nipote Amedea di Monferrato con Giovanni II, fratello di Anna.

### Morte
Dopo la morte, Anna venne sepolta nella Chiesa di San Francesco a Ginevra.

## Discendenza
Ludovico di Savoia e Anna ebbero 19 figli:
- Amedeo IX (1435 – 1472), successore di Ludovico;
- Maria (1436 – 1437);
- Luigi di Savoia (1436 – 1482), conte di Ginevra, che sposò prima Annabella di Scozia e successivamente Carlotta di Lusignano, divenendo re di Cipro;
- Giovanni (1438 – 1491), conte del genevese;
- Margherita (1439 – 1483) andata sposa: 
  - nel 1458 a Giovanni IV (1413 – 1464): marchese del Monferrato.
  - nel 1466 a Pietro II di Lussemburgo-Saint-Pol (1435 – 1482), conte di Saint-Pol;
- Pietro (1440 – 1458), vescovo di Ginevra, poi arcivescovo di Tarantasia
- Carlotta (1441 – 1483): che sposò nel 1451 Luigi XI di Francia (1432 – 1483);
- Giano di Savoia (1441 – 1491): conte di Faucigny, governatore di Nizza, che sposò in prime nozze Elena di Lussemburgo e successivamente Maddalena di Bretagna;
- Aimone (1442 – 1443)
- Filippo II (1443 – 1497), detto Senzaterra, successore del fratello Amedeo;
- Giacomo († 1445);
- Agnese (1445 – 1508), che sposò Francesco d'Orléans-Longueville (1447 – 1491), conte di Dunois;
- Giovanni Luigi (1447 – 1482), vescovo di Ginevra, poi arcivescovo di Tarantasia
- Maria (1448 – 1475), che sposò Luigi di Lussemburgo-Saint-Pol (1418 – 1475), conte di Saint-Pol e di Ligny;
- Bona (1449 – 1503), che sposò Galeazzo Maria Sforza (1444 – 1476), duca di Milano;
- Giacomo di Savoia (1450 – 1486), conte di Romont, signore di Vaud, sposo di Maria di Lussemburgo;
- Anna (1452 – 1452)
- Francesco (1454 – 1490), arcivescovo di Auch e vescovo di Ginevra
- Giovanna, deceduta alla nascita.

## Ascendenza
|                                 |                                |                               | Genitori                           |  |  | Nonni |  |  | Bisnonni        |  |  | Trisnonni          |  |
|                                 |                                |                               |                                    |  |  |       |  |  | Ugo IV di Cipro |  |  | Guido di Lusignano |  |
|                                 |                                |                               |                                    |  |  |       |  |  | Ugo IV di Cipro |  |  | Guido di Lusignano |  |
|                                 |                                | Eschiva di Ibelin             |                                    |  |  |       |  |  | Ugo IV di Cipro |  |  |                    |  |
| Giacomo I di Cipro              |                                |                               |                                    |  |  |       |  |  | Ugo IV di Cipro |  |  |                    |  |
|                                 |                                | Alice d'Ibelin                | Guido di Nicosia                   |  |  |       |  |  |                 |  |  |                    |  |
|                                 |                                | Alice d'Ibelin                | Guido di Nicosia                   |  |  |       |  |  |                 |  |  |                    |  |
|                                 |                                | Alice d'Ibelin                | Isabella d'Ibelin                  |  |  |       |  |  |                 |  |  |                    |  |
| Giano di Cipro                  |                                | Alice d'Ibelin                |                                    |  |  |       |  |  |                 |  |  |                    |  |
|                                 |                                | Filippo di Brunswick-Lüneburg | Enrico II di Brunswick-Grubenhagen |  |  |       |  |  |                 |  |  |                    |  |
|                                 |                                | Filippo di Brunswick-Lüneburg | Enrico II di Brunswick-Grubenhagen |  |  |       |  |  |                 |  |  |                    |  |
|                                 |                                | Filippo di Brunswick-Lüneburg | Eloisa d'Ibelin                    |  |  |       |  |  |                 |  |  |                    |  |
| Helvis di Brunswick-Grubenhagen |                                | Filippo di Brunswick-Lüneburg |                                    |  |  |       |  |  |                 |  |  |                    |  |
|                                 |                                | Helvis de Dampierre           | Oddone di Dampierre                |  |  |       |  |  |                 |  |  |                    |  |
|                                 |                                | Helvis de Dampierre           | Oddone di Dampierre                |  |  |       |  |  |                 |  |  |                    |  |
|                                 |                                | Helvis de Dampierre           | Isabella di Lusignano              |  |  |       |  |  |                 |  |  |                    |  |
| Anna di Lusignano               |                                | Helvis de Dampierre           |                                    |  |  |       |  |  |                 |  |  |                    |  |
|                                 | Giacomo I di Borbone-La Marche | Luigi I di Borbone            |                                    |  |  |       |  |  |                 |  |  |                    |  |
|                                 | Giacomo I di Borbone-La Marche | Luigi I di Borbone            |                                    |  |  |       |  |  |                 |  |  |                    |  |
|                                 | Giacomo I di Borbone-La Marche | Maria di Avesnes              |                                    |  |  |       |  |  |                 |  |  |                    |  |
| Giovanni I di Borbone-La Marche | Giacomo I di Borbone-La Marche |                               |                                    |  |  |       |  |  |                 |  |  |                    |  |
|                                 |                                | Giovanna di Châtillon         | Ugo di Châtillon                   |  |  |       |  |  |                 |  |  |                    |  |
|                                 |                                | Giovanna di Châtillon         | Ugo di Châtillon                   |  |  |       |  |  |                 |  |  |                    |  |
|                                 |                                | Giovanna di Châtillon         | Giovanna d'Argies                  |  |  |       |  |  |                 |  |  |                    |  |
| Carlotta di Borbone             |                                | Giovanna di Châtillon         |                                    |  |  |       |  |  |                 |  |  |                    |  |
|                                 |                                | Giovanni VI di Vendôme        | Burcardo VI di Vêndome             |  |  |       |  |  |                 |  |  |                    |  |
|                                 |                                | Giovanni VI di Vendôme        | Burcardo VI di Vêndome             |  |  |       |  |  |                 |  |  |                    |  |
|                                 |                                | Giovanni VI di Vendôme        | Alice di Bretagna                  |  |  |       |  |  |                 |  |  |                    |  |
| Caterina di Vendôme             |                                | Giovanni VI di Vendôme        |                                    |  |  |       |  |  |                 |  |  |                    |  |
|                                 |                                | Giovanna di Ponthieu          | Giovanni II di Ponthieu            |  |  |       |  |  |                 |  |  |                    |  |
|                                 |                                | Giovanna di Ponthieu          | Giovanni II di Ponthieu            |  |  |       |  |  |                 |  |  |                    |  |
|                                 |                                | Giovanna di Ponthieu          | Caterina d'Artois                  |  |  |       |  |  |                 |  |  |                    |  |
|                                 |                                | Giovanna di Ponthieu          |                                    |  |  |       |  |  |                 |  |  |                    |  |